# Afshin Sadeghi
Afshin Sadeghi (født 25. marts 1993) er en iransk håndboldspiller for Mes Kerman og det iranske landshold.